# Siebenbürgensachsare
Siebenbürgensachsare (tyska: Siebenbürger Sachsen; ungerska: Erdélyi szászok; rumänska: Sași) är ett folkslag med tysk bakgrund som bosatte sig i Transsylvanien under 1100-talet och senare. Koloniseringen av Transsylvanien påbörjades under kung Géza II av Ungern (1141 - 1162). Orsaken till migrationen var att man skulle försvara Kungariket Ungerns sydöstra gräns. Koloniseringen fortsatte till 1200-talet slut. Majoriteten av tyskarna kom från västra Tysk-romerska riket och talade den tyska dialekten frankiska och blev allmänt kallade sachsare eftersom de var tyskar som arbetade åt Ungerns kansler. Och mycket på grund av sin historia hade sachsarna privilegierad status bland Ungerns adel. 
Efter 1918, då Trianonfördraget undertecknades och Transsylvanien blev en del av Rumänien, blev siebenbürgensachsarna tillsammans med alla andra tysktalande folk i Rumänien en del av tyskrumänerna. Efter andra världskriget har antalet siebenbürgensachsare stadigt minskat och majoriteten har flyttat till Österrike och Tyskland, men några har även flyttat till USA. Väldigt få siebenbürgensachsare lever idag kvar i Rumänien. Antalet bosatta tyskar i Rumänien är idag 60 000, men det inkluderar även andra tysktalande grupper.  

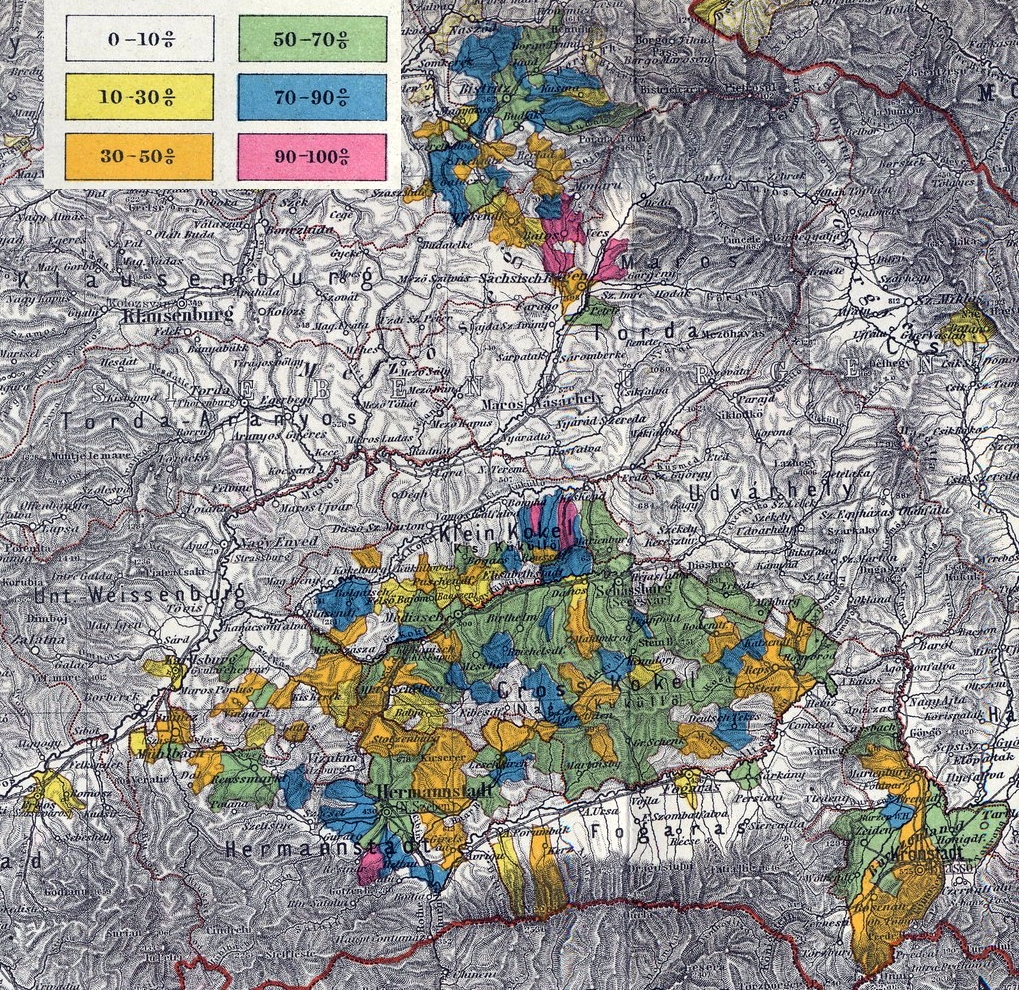
Områden bosatta av siebenbürgensachsare i Transsylvanien.